# Nereis fauveli
Nereis fauveli är en ringmaskart som beskrevs av Gravier och Dantan 1934. Nereis fauveli ingår i släktet Nereis och familjen Nereididae. Inga underarter finns listade i Catalogue of Life.